# Edition Tusch
Die Edition Tusch war ein von 1972 bis etwa 2000 aktiver Buch- und Kunstverlag in Wien.
Anton Tusch, Eigentümer einer 1958 als Einmann-Unternehmen gegründeten Großdruckerei mit Sitz in Wien, später Neudörfl (Burgenland), leistete sich mehrere Jahrzehnte lang die Edition Tusch als hochkulturelles Aushängeschild seines Druck- und Verlagskonzerns. Das Graphik-Studio der Edition Tusch existierte wie der Verlag selbst seit 1. April 1972. Unter „Edition Tusch“ erschienen aber schon vor 1972 fallweise Publikationen (etwa im Verlag Schroll). Das Verlagsprogramm wurde über ein  Jahrzehnt von Kristian Sotriffer geprägt, die drucktechnisch ansprechend gestalteten Publikationen erhielten mehrfach Preise. Kurz vor der Jahrtausendwende verlor der Großdrucker aber das Interesse an dem finanziell nicht ertragreich zu führenden Verlag, es erfolgte de facto eine Stilllegung.